# Лінн Кокс
Лінн Кокс (англ. Lynne Cox, нар. 2 січня 1957, Бостон, США) — американська плавчиня на довгі дистанції у відкритій воді та письменниця. 
Кокс стала першою людиною в світі, яка, у буквальному сенсі, припливла до Радянського Союзу з США. Провівши в шестиградусній воді 2 години 6 хвилин, вона подолала 4160 метрів Берингової протоки від американського острова Малий Діомід в штаті Аляска до радянського (нині російського) острова Ратманова. Подію було сприйнято як ознаменування послаблення холодної війни між президентом США Рональдом Рейганом та генеральним секретарем ЦК КПРС Михайлом Горбачовим.

## Життєпис
Народилась 2 січня 1957 року в Бостоні, США. 
В 1971 році у складі команди підлітків (їй тоді було 14 років) перепливла протоку між островом Санта-Каталіна і піостровом Каліфорнія. Кокс подолала 43 км відкритого моря за 12 годин 36 хвилин.  
В 1972 році перепливла Ла-Манш за 9 годин 57 хвилин, ставши його наймолодшою підкорювачкою. Рік потому, у 1973 році, коли Лінн виповнилось 16, вона повторила заплив через Ла-Манш, побивши і жіночий, і чоловічий рекорди часу в цьому виді запливу (9 годин 36 хвилин)). 
В 1975 році Кокс стала першою жінкою, яка подолала дистанцію в 16 км при температурі води 10 °C, перепливши протоку Кука в Новій Зеландії. 
В 1976 році стала першою людиною, яка перепливла Магелланову протоку в Чилі. В цьому ж році вона стала першою, хто обігнув мис Доброї Надії, пропливши 12,8 км за 3 години 3 хвилин; побила чоловічий та жіночий світові рекорди з перепливання протоки Орезунд між Данією та Швецією, перетнувши її за 5 годин 9 хвилин; встановила чоловічий та жіночий рекорд з перепливання протоки Каттегат від Норвегії до Швеції за 6 годин 16 хвилин. 
В 1977 році стала першою людиною, яка пропливла між трьома Алеутськими островами.
Вочевидь, найбільш яскравою подією у біографії Кокс став її заплив в Беринговій протоці 7 серпня 1987 року тривалістю 2 години 6 хвилин від американського острова Малий Діомід в штаті Аляска до радянського (нині російського) острова Великий Діомід (острів Ратманова) при температурі води близько 5-6 °C. На той час людям, що мешкали на островах Діоміда на відстані лише 3,7 км, не дозволялося подорожувати між ними, хоча громади інуїтів на островах мали тісні родинні зв'язки, допоки жителів Великого Діоміда не було переселено на материкову частину Росії після Другої світової війни.. Цей заплив напередодні закінчення холодної війни отримав схвальний відгук як від президента США Рональда Рейгана так і від генерального секретаря ЦК КПРС Михайла Горбачова.
7 серпня 1988 року Кокс першою в світі пропливла в студеній воді Байкалу близько 18 км за 4 години 18 хвилин. Ця унікальна подія потрапила в Книгу рекордів Гіннеса.
В травні 1992 року Лінн здійснила заплив в озері Тітікака, що знаходиться в Андах на висоті 3812 метрів над рівнем моря і вважається найвищим судноплавним озером у світі. Плавчиня подолала 16-кілометрову відстань від міста Копакабана, Болівія  до селища Чімбо, Перу за 3 години 48 хвилин. Військово-морські сили Болівії здійснювали підтримку рятувальними катерами.
Ще одним здобутком Лінн став її заплив у водах Антарктики. Кокс пропливла у крижаній воді 1.96 кілометра за 25 хвилин. В 2004 році вона видала книгу Swimming to Antarctica, де розповіла про цей досвід.
У своїй другій книзі  Grayson, Кокс розповідає про зустріч із загубленим дитинчам сірого кита під час ранкового тренування біля узбережжя Каліфорнії. Її було опубліковано у 2006 році.
В серпні 2006 року Кокс разом з місцевими плавцями перепливла річку Огайо в Цинциннаті від Серпантинової стіни (англ. Serpentine Wall) до міста Ньюпорт. Таким чином Кокс прагнула привернути увагу до планів знизити стандарти якості води для річки Огайо.
В 2011 році Лінн опублікувала книгу South with the Sun, яка була одночасно біографією Руаля Амундсена та хроніками її плавальної експедиції 2007 року до Гренландії, Баффінової Землі та Аляски, що відтворювала експедицію Амундсена через Північно-Західний прохід.

## Книги
- Swimming to Antarctica, Alfred A. Knopf, 2004 ISBN 0-15-603130-2
- Grayson, Alfred A. Knopf, 2006 ISBN 0-307-26454-8
- South with the Sun, Alfred A. Knopf, 2011 ISBN 978-0-307-59340-5
- Open Water Swimming Manual: An Expert's Survival Guide For Triathletes And Open Water Swimmers, Knopf Doubleday Publishing Group, 2013 ISBN 978-0-345-80609-3
- Elizabeth, Queen of the Seas", Schwartz & Wade, 2014 ISBN 9780375858888
- Swimming in the Sink: An Episode of the Heart, Alfred A. Knopf, September 2016, ISBN 978-1101947623